# A megállíthatatlan (film, 2008)
A megállíthatatlan vagy Az expressz – Ernie Davis története (eredeti cím: The Express: The Ernie Davis Story) 2008-ban bemutatott amerikai életrajzi sportdráma, melyet Gary Fleder rendezett. A forgatókönyvet
Charles Leavitt írta, Robert C. Gallagher 1983-as Ernie Davis: The Elmira Express című könyve alapján. A film Ernie Davis történetét dolgozza fel: Davis az első afroamerikai volt, aki a Syracuse Egyetem amerikaifutball-játékosaként elnyerte a Heisman-trófeát. A főbb szerepekben Dennis Quaid, Rob Brown, Omar Benson Miller, Clancy Brown és Charles S. Dutton látható
Az Amerikai Egyesült Államokban 2008. október 10-én mutatták be a mozikban. Bár pozitív kritikákat kapott, anyagi bukásnak bizonyult, miután 40 millió dolláros költségvetés mellett mindössze 9,8 millió dollár bevételt termelt.

## Szereplők
| Színész              | Szerep                  | Magyar hang       |
| -------------------- | ----------------------- | ----------------- |
| Rob Brown            | Ernie Davis             | Bozsó Péter       |
| Dennis Quaid         | Ben Schwartzwalder      | Haás Vander Péter |
| Omar Benson Miller   | Jack Buckley            | Minárovits Péter  |
| Aunjanue Ellis       | Marie Davis             |                   |
| Clancy Brown         | Roy Simmons             | Vass Gábor        |
| Darrin Dewitt Henson | Jim Brown               | Makranczi Zalán   |
| Saul Rubinek         | Art Modell              | Forgács Gábor     |
| Nelsan Ellis         | Will Davis, Jr.         | Bartucz Attila    |
| Charles S. Dutton    | Willie "Pop" Davis      | Bognár Tamás      |
| Geoff Stults         | Bob Lundy               |                   |
| Evan Jones           | Roger "Hound Dog" Davis |                   |
| Nicole Beharie       | Sarah Ward              |                   |
| Chelcie Ross         | Lew Andreas             | Varga T. József   |
| Enver Gjokaj         | Dave Sarette            |                   |
| Maximilian Osinski   | Gerhard Schwedes        |                   |
| Chadwick Boseman     | Floyd Little            |                   |

## Fordítás
- Ez a szócikk részben vagy egészben  a   The Express: The Ernie Davis Story című angol Wikipédia-szócikk ezen változatának fordításán alapul.  Az eredeti cikk szerkesztőit annak laptörténete sorolja fel. Ez a jelzés csupán a megfogalmazás eredetét és a szerzői jogokat jelzi, nem szolgál a cikkben szereplő információk forrásmegjelöléseként.